# Clément Duval
Clément Duval (Sarthe, Francia, c. 1850 - Nueva York, 29 de marzo de 1935) fue un anarquista francés.

## Biografía
Duval sirvió durante la Guerra Franco-Prusiana en el quinto batallón de infantería, donde fue herido por un mortero y contrajo viruela, debido a esto pasó los siguientes cuatro años en un hospital, quedando incapacitado para trabajar. Fue entonces cuando Duval se convirtió en ladrón.
Después de pasar un año en prisión por haber robado ocho francos a su jefe, Duval se unió al grupo anarquista Las Panteras de Batignolles.
El 25 de octubre de 1886 Duval entró a una mansión de una mujer rica en París y después de robar 15.000 francos en joyas, accidentalmente incendió el edificio al intentar quemar pruebas, además golpeó a un policía que intentó detenerlo en su huida. Fue capturado 2 semanas después al intentar vender las joyas robadas. Su juicio atrajo a centenares de simpatizantes anarquistas. En el momento de su condena a muerte y previo a ser arrastrado fuera de la corte, Duval gritó: 

Larga vida a la anarquía
Clément Duval

Debido a la presión de grupos anarquistas el presidente de la República redujo su condena a cadena perpetua bajo trabajos forzados en la Isla del Diablo, en Guyana Francesa.
En el periódico Révolte, Duval declaró:

El hurto sólo existe a través de la explotación del hombre por el hombre... cuando la Sociedad te quita tu derecho a existir, tú debes tomarlo... el policía me arrestó en nombre de la Ley, yo lo ataqué en nombre de la Libertad.
Clément Duval

El 25 de marzo de 1887 Duval fue trasladado de la fortaleza militar de Tolón a la Isla del Diablo, donde pasó los siguientes 14 años, intentado escapar 20 veces. Finalmente el 13 de abril de 1901, en medio de la noche él junto con otros ocho prisioneros logra salir de la isla en una frágil canoa. Al llegar a territorios no franceses viaja a Nueva York donde se establece y muere a la edad de 85 años. Sus memorias serían publicadas posteriormente por el italiano, también anarquista, Luigi Galleani.
En sus memorias, Duval describiría al penal en la Isla del Diablo, como: "Uno de los barrios bajos de Sodoma, construida en la sombra de la bienintencionada burguesía de la Tercera República, un tributo a su modesta moralidad y su positiva ciencia penal".

## Fuente
- Esta obra contiene una traducción total derivada de «Clément Duval» de Wikipedia en inglés, publicada por sus editores bajo la Licencia de documentación libre de GNU y la Licencia Creative Commons Atribución-CompartirIgual 4.0 Internacional.